# المسجد العمري الكبير (صوريف)
المسجد العمري الكبير أو مسجد صوريف الكبير هو أحد أكبر مساجد بلدة صوريف، يقع غربي بلدة صوريف القديمة.

## التسمية
يعود أصل التسمية إلى عهد الفتوحات الاسلامية لفلسطين زمن الخليفة عمر بن الخطاب. ويسمى أيضًا المسجد الغربي أو المسجد الكبير.

## التاريخ
حسب الروايات تم بناء المسجد قبل 400 عام وكان يتكون من غرفة صغيرة ومن ثم مع تزايد عدد السكان هدم ليتم إعادة بنائه عام 1950 م ، وفي عام 1970 تم تجديد بنائه بالإضافة إلى بناء المأذنة.